# Hesperantha grandiflora
Hesperantha grandiflora är en irisväxtart som beskrevs av Gwendoline Joyce Lewis. Hesperantha grandiflora ingår i släktet Hesperantha och familjen irisväxter. Inga underarter finns listade i Catalogue of Life.